# Chasmatonotus atripes
Chasmatonotus atripes är en tvåvingeart som beskrevs av Rempel 1937. Chasmatonotus atripes ingår i släktet Chasmatonotus och familjen fjädermyggor. Inga underarter finns listade i Catalogue of Life.